# Bror, min bror
Bror, min bror er en børnefilm fra 1999 instrueret af Henrik Ruben Genz efter manuskript af Michael W. Horsten.

## Handling
Teis på 9 år er svimmel og tør i halsen. Han er forelsket i Giinjha. Til hans store forundring er det lillebror Nico, der bliver inviteret til hendes fødselsdag. Syg af jalousi instruerer Teis sin lillebror i, hvordan han skal kysse Giinjha, ligesom de gør i »Borte med blæsten«. Sådan skal det gøres, når en pige fylder 9 år. Nico bliver betænkelig og må skubbes af sted til fødselsdagsfesten. Men Giinjha troede, at Nico var Teis og omvendt, så nu er det Teis, der skal til fødselsdag og kysse Giinjha. Historien om to brødre og én forelskelse.